# Duché de Bavière-Ingolstadt
Le duché de Bavière-Ingolstadt (allemand : Bayern-Ingolstadt ou Oberbayern-Ingolstadt) est un duché du Saint-Empire romain germanique de 1392 à 1447, régné par la maison de Wittelsbach. 

## Histoire

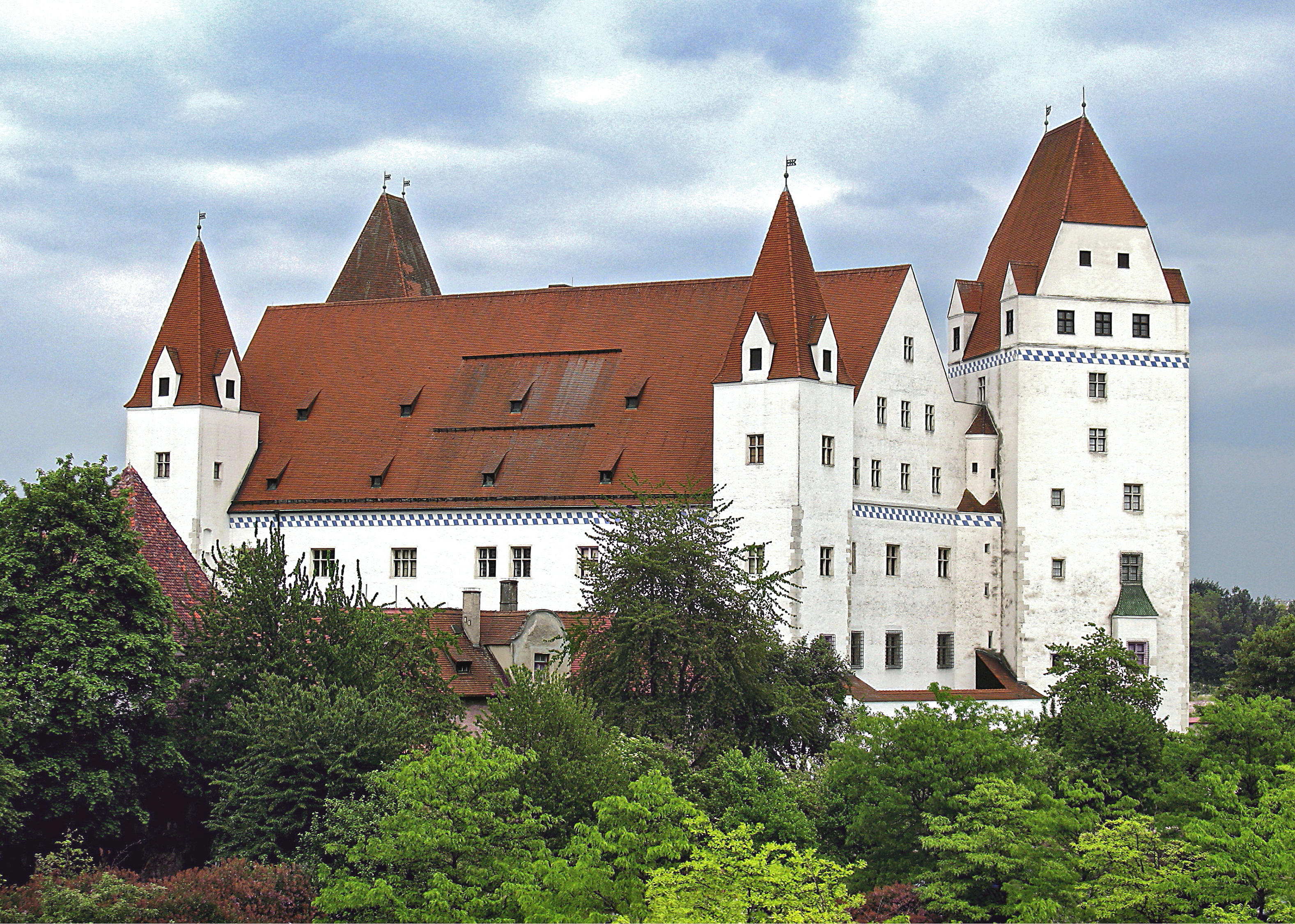
Le château nouveaux d'Ingolstadt

Après la mort d'Étienne II en 1375, ses fils Étienne III, Frédéric et Jean II dirigent conjointement le duché de Bavière-Landshut. Après dix-sept ans, les frères décident de diviser formellement leur héritage. John reçoit le duché de Bavière-Munich, Étienne reçoit le duché de Bavière-Ingolstadt, tandis que Frédéric conserve ce qui reste du duché de Bavière-Landshut. 
Après la mort d'Étienne en 1413, Louis VII prend le trône de son père. En 1429, des parties du duché de Bavière-Straubing sont réunies au duché de Bavière-Ingolstadt. Louis règne jusqu'à ce que son propre fils, Louis VIII, usurpe son trône en 1443 et le livre à son ennemi, Henri XVI, duc de Bavière-Landshut. Louis VIII est mort deux ans plus tard en captivité. Sans aucun héritier, le duché de Bavière-Ingolstadt est uni au duché de Bavière-Landshut. De 1470 à 1490 les ducs construisirent le château nouveaux d'Ingolstadt, qui est aujourd'hui le musée de l'armée bavaroise.

## Géographie

Blason des ducs de Bavière et comtes palatin du Rhin

Le duché de Bavière-Ingolstadt est constitué de divers territoires non contigus de Bavière. La capitale est Ingolstadt et comprenait les territoires autour de : Schrobenhausen, Aichach, Friedberg, Rain am Lech et Höchstädt an der Donau. En outre, le duché de Bavière-Ingolstadt incorpore les villes suivantes : 
Sud de la Bavière :
- Wasserburg am Inn
- Ebersberg
- Kufstein
- Kitzbühel
- Rattenberg

Bavière orientale :
- Schärding
- Dingolfing
- Mallersdorf et Pfaffenberg

Nord de la Bavière :
- Hilpoltstein
- Hersbruck
- Lauf an der Pegnitz
- Weiden in der Oberpfalz
- Waldmünchen